# Krakatau (vulkaan)
Krakatau is een archipel van vier vulkanische eilanden in Indonesië, in de Straat Soenda tussen Java en Sumatra. Krakatau is vooral bekend door de zware vulkaanuitbarsting in 1883, waarbij een flink deel van de vulkaan door de zee verzwolgen werd. In 1928 kwam op de plek waar een deel van de vulkaan had gestaan een veel kleinere vulkaan boven water. Deze kreeg de naam Anak Krakatau. De eilanden zijn:
- Anak Krakatau (Kind van Krakatau}
- Pulau Panjang (Lang eiland), ook Krakatau Kecil (Klein Krakatau)
- Pulau Sertung (Verlaten eiland)
- Pulau Rakata, ook Krakatau Besar (Groot Krakatau)

De groep Krakatau ligt in nationaal park Ujung Kulon.

## Naamgeving
Het woord Krakatau komt van het woord karkata, Sanskriet voor krab. Mogelijk heeft de vulkaan of eventuele bijbehorende atollen ooit de vorm van een krab gehad of iets dat daarop leek. De naam Krakatau verscheen in het Nederlands voor het eerst in 1676 in druk in Oost-Indische Voyagie van Wouter Schouten. Over oktober 1658 schrijft hij: "passerende het hooge, boomrijcke eilant Crakatouw". De Portugese spelling van de naam Krakatau is Krakatao. In het Engels is dit verbasterd tot Krakatoa.

## Uitbarstingen
Er zijn suggesties dat de Krakatau een overblijfsel is van de Proto-Krakatau uit een tijd dat de eilanden Java en Sumatra verbonden waren. Het is onduidelijk wanneer de Proto-Krakatau uitgebarsten is en de eilanden Verlaten, Lang en Krakatau gevormd zijn. In het Javaanse boek Pararaton wordt een uitbarsting beschreven die mogelijk in het jaar 416 plaatsvond. Andere aanwijzingen wijzen op het jaar 535, een jaar met extreme weersomstandigheden (maar ook andere vulkanen worden voorgesteld als oorzaak hiervan). In de 19e eeuw bevonden zich op het eiland Krakatau drie pieken: de Rakata (820 m), Danan (450 m) en Perboewatan (120 m).  De laatste uitbarsting vóór 1883 zou geweest zijn in 1680/81.

### Krakatau (1883)
Op 27 augustus 1883, even na middernacht, vond een grote uitbarsting van de Krakatau plaats, waarschijnlijk tussen de pieken Danan en de Perboewatan. De berg rees op, scheurde open en stortte in, waarna de zee in het gapende gat stroomde. Het gevolg was een catastrofale explosie. Deze had een geschatte vulkanische-explosiviteitsindex (VEI) van 6 en zou daarmee ongeveer vier keer zo zwaar geweest zijn als die van de Tsar Bomba, de zwaarste tot ontploffing gebrachte kernbom ooit. De uitbarsting van de Krakatau was de zwaarste uitbarsting sinds die van de Tambora in 1815 (VEI 7).
Door een pyroclastische stroom die voor de tsunami uit over de Straat Soenda raasde kwamen ongeveer 1000 mensen om het leven in Ketimbang, aan de zuidkust van Sumatra, 40 kilometer ten noorden van de Krakatau. De tsunami zelf was tot 30 meter hoog en vloedgolven overspoelden de kusten van Java en Sumatra. Volgens officiële cijfers verloren 36.417 mensen het leven en complete steden en dorpen werden weggespoeld. Door de hoge golven werden schepen, zoals het Nederlandse marinestoomschip Berouw, vele kilometers landinwaarts geslingerd. Zelfs op Ceylon, het huidige Sri Lanka, viel nog een dode door de golfslag. De deining werd tot in Het Kanaal tussen Engeland en Frankrijk geregistreerd. De uitbarsting ging met zoveel geweld gepaard dat de trommelvliezen van zeelui in de buurt barstten. Het gebrul en geknal was hoorbaar tot in Australië en zelfs op het eiland Rodrigues. In Atjeh, in het noorden van Sumatra, bracht men troepen in paraatheid wegens vermeend vijandelijk kanongebulder. De schokgolven in de atmosfeer waren zo krachtig dat ze zeven keer geregistreerd werden. De helft van de registraties betrof golven die uit de richting van Krakatau kwamen, de andere helft golven die via de andere kant van de aarde kwamen. In totaal gingen de golven dus ongeveer 3½ keer de aarde rond. Er rees een aswolk uit de berg die tot 50 kilometer hoogte steeg en zijn omgeving in diepe duisternis dompelde. Door de enorm grote hoeveelheid stof die in de atmosfeer terechtkwam, daalde wereldwijd het volgende jaar de gemiddelde temperatuur met 1,2 graden Celsius.
De uitbarsting werd in 1884 onderzocht door Rogier Verbeek en beschreven in zijn boek Krakatau.

De Krakatau voor en na de uitbarsting van 1883
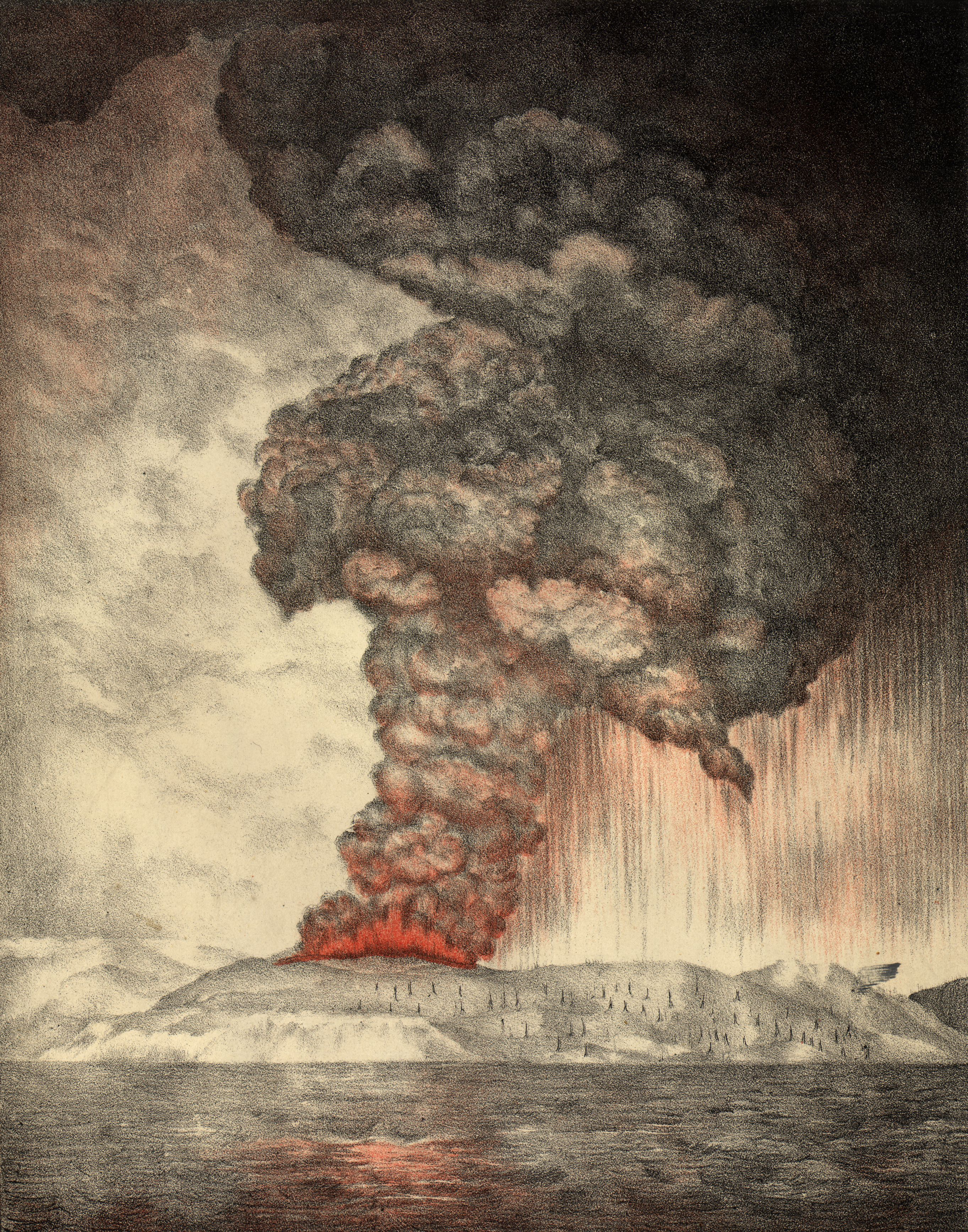
De eruptie van de Krakatau in 1883
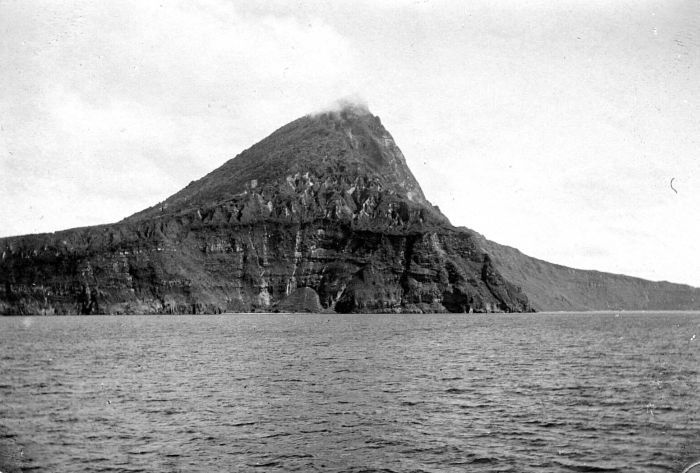
Pulau Rakata - buiten Indonesië ook Krakatau genoemd - is het enige overblijfsel van de vulkaan Krakatau die in 1883 uitbarstte.

## Anak Krakatau, uitbarsting en tsunami 2018
In 1927 ontstond door een vulkanische uitbarsting op de plek waar een deel van de Krakatau had gestaan een nieuw vulkanisch eiland, maar door de zee werd het weer snel verzwolgen. Dit proces herhaalde zich tweemaal, maar sinds 12 augustus 1930 is de aanwas sterker dan de erosie. Het is dit laatste eiland dat de naam Anak Krakatau (Kind van Krakatau) kreeg.
Op 22 december 2018 vond er een tsunami in de Straat van Soenda plaats, die met name de westkust van Java trof en honderden doden eiste, het gevolg van een uitbarsting van de Anak Krakatau en een daaropvolgende onderzeese aardverschuiving.

## De Schreeuw
In 2003 beweerden Amerikaanse astronomen onder leiding van Donald W. Olson, dat de buitengewoon rode hemel op het schilderij De Schreeuw (geschilderd in 1893 door de Noorse schilder Edvard Munch) geïnspireerd was op de uitbarsting van de Krakatau in 1883. De uitbarsting zorgde namelijk voor opmerkelijke zonsondergangen in de hele wereld.

## Vernoemingen
- Krakatau is ook de naam van een Nederlands literair tijdschrift.
- Krakatau is ook de naam van een jazz-ensemble.
- Over de uitbarsting is in 1969 een film gemaakt onder de titel Krakatoa, East of Java. Ook hier is de naam op zijn Engels gespeld, maar een regelrechte blunder is de plaatsing van Krakatau ten oosten van Java. De film werd daarom later hernoemd tot Volcano. Ten oosten van Java ligt het eiland Soembawa met daarop de vulkaan Tambora, die in 1815 uitbarstte, een uitbarsting die nog zwaarder was dan die van de Krakatau.
- De ramp van 1883 is in een productie door de BBC en Discovery Channel in 2006 verbeeld als Krakatoa: The Last Days.
- Het boek Krakatiet van de Tsjechische auteur Karel Čapek ontleent zijn naam aan de uitbarsting van de Krakatau in 1883 (de krakatiet in het boek is een bijzonder krachtig explosief).